# Nespice
Nespice jsou vesnice, část obce Vacov v okrese Prachatice v Jihočeském kraji. Nachází se asi 2,5 kilometru jihovýchodně od Vacova. Prochází zde silnice II/171. Je zde evidováno 56 adres. V roce 2011 zde trvale žilo 62 obyvatel.
Nespice jsou také název katastrálního území o rozloze 4,02 km².

## Historie
První písemná zmínka o vesnici pochází z roku 1400.

## Přírodní poměry
Katastrálním územím protéká potok Spůlka. Do jihovýchodního cípu území zasahuje přírodní památka Onšovice – Mlýny.

## Obyvatelstvo
| Rok            | 1869 | 1880 | 1890 | 1900 | 1910 | 1921 | 1930 | 1950 | 1961 | 1970 | 1980 | 1991 | 2001 | 2011 | 2021 |
| -------------- | ---- | ---- | ---- | ---- | ---- | ---- | ---- | ---- | ---- | ---- | ---- | ---- | ---- | ---- | ---- |
| Počet obyvatel | 374  | 358  | 373  | 405  | 389  | 335  | 297  | 185  | 177  | 129  | 81   | 62   | 58   | 62   | 62   |
| Počet domů     | 53   | 59   | 61   | 62   | 62   | 63   | 61   | 58   | 50   | 42   | 35   | 46   | 53   | 53   | 52   |

## Obecní správa
Při sčítání lidu v letech 1850–1960 Nespice byly samostatnou obcí, se kterým patřily nejprve do okresu Strakonice, ale v roce 1950 v okrese Vimperk. V letech 1961–1976 byly částí obce Žár v okrese Prachatice. Od 30. dubna 1976 jsou částí obce Vacov v okrese Prachatice. V letech 1850–1920 k obci patřily Ptákova Lhota a Žár.